# Notables municipaux
 (avril 2015).
Les notables municipaux constituent dans le monde romain antique un milieu social qui a animé la vie municipale. La connaissance de ce milieu est un des principaux centres d’intérêt de la recherche historique à l’heure actuelle. Ils ne sont guère connus que par l’épigraphie.

## Qui sont-ils?
Les notables municipaux, comme les sénateurs et les chevaliers, constituaient un ordre. Pour en faire partie, il fallait :
- être propriétaire foncier (dans les limites de la cité le plus souvent) ; plusieurs étaient en outre propriétaires d’ateliers ou faisaient du commerce.
- Remplir des conditions d’honorabilité et de cens (moins de 400000 sesterces, montant variable suivant les cités)
- faire partie du sénat local.

Il existe une mentalité propre à ce milieu : ses membres étaient attachés à leur cité, à leur province et aussi à l’empire et à son chef. Ils recherchaient surtout la paix, et l’empire leur avait apporté ce bienfait. La vie municipale était organisée en fonction des assemblées et des magistratures.

## Assemblées et magistratures
- Une assemblée large : le populus rassemblait tous les hommes libres et adultes, mais il n’avait que peu de pouvoirs (acclamations).
- Une assemblée étroite : l’ordre des décurions exerçait réellement le pouvoir ; il regroupait tous les propriétaires de la cité, grands et petits, et les magistrats étaient désignés par lui et pris en son sein.
- Des magistrats: 
  - Le questeur (un en principe) gérait les finances municipales.
  - Les édiles veillaient sur les bâtiments publics et assuraient la police.
  - Les duumvirs « disaient le droit » et contrôlaient les actes des autres magistrats.
  - Les duumvirs quinquennaux, élus tous les cinq ans, rendaient la justice, surveillaient les autres magistrats et établissaient l’album municipal.
- Des prêtres : le flamine (culte impérial) et le sacerdos (culte de la ou des divinités municipales).